# Лос Анђелес чарџерси
Лос Анђелес чарџерси (енгл. Los Angeles Chargers) су професионални тим америчког фудбала са седиштем у Лос Анђелесу у Калифорнији. Клуб утакмице као домаћин игра на стадиону СоФи и такмичи се у западној дивизији Америчке фудбалске конференције. Основан је 1960. у Лос Анђелесу под називом „Лос Анђелес чарџерси“, међутим већ следеће сезоне се сели у Сан Диего где остаје све до 2017.
„Чарџерси“ су једном били шампиони НФЛ-а и то 1963. Маскота клуба је „Болтмен“.